# Gammams (Fluss)
Der Gammams (englisch Gammams River) ist der wichtigste und größte Nebentrockenfluss bzw. Zufluss des Arebbusch in Namibia. Es handelt sich um ein Rivier, welches sich in der namibischen Landeshauptstadt Windhoek, in der Region Khomas, befindet.

## Flusslauf
Der Fluss entspringt im westlichen Teil der Auasberge, auf gut 1900 m Seehöhe. Er fließt in das Stadtgebiet von Windhoek, anfangs durch Windhoek-Auasblick und anschließend in Richtung Norden, durch Windhoek-Olympia, weiter. Der Trockenfluss wird von der namibischen Hauptstraße C28 und der namibischen Nationalstraße B1 überquert und mündet im Südosten von Windhoek-Khomasdal in den Arebbusch, welcher schlussendlich den Goreangab-Stausee speist.